# Gustavo Leão
Gustavo Leão dos Reis (Praia Grande, 29 de marzo de 1987) es un actor y chef brasileño. Es conocido por las telenovelas Floribella, Paraíso Tropical y Ti Ti Ti.  

## Carrera
Leão nació y creció en Praia Grande, en la costa de São Paulo. Su debut televisivo fue en 2005 en la telenovela Floribella emitida por Band, participó en las dos temporadas jugando a Augusto Fritzwalden. Se hizo famoso en 2007 en la telenovela Paraíso Tropical de Rede Globo, en la que interpretó a Matheus, hijo de Lúcia y Cássio, ganó el premio Revelación del Año ese año.
En 2008 interpretó al divertido Felipe Cascudo en la telenovela Beleza Pura, siendo este su primer papel cómico, en 2009, Leão fue presentador del ya desaparecido programa infantil, TV Globinho. En 2010 actuó en Ti Ti Ti, como Osmar, un joven homosexual que va a São Paulo para asumir su romance con Julinho, su novio, el personaje muere en un accidente automovilístico al comienzo de la trama, actuó de nuevo junto a Ísis Valverde.
En el mismo año actuó en su primera película, jugando el cantante Frank Aguiar en la película biográfica Os Sonhos de Um Sonhador: A História de Frank Aguiar. 
En 2012 protagonizó las series As Brasileiras y José do Egito, de Rede Record, también actuó en las novelas Pecado Mortal y Vitória.
En diciembre de 2017, Gustavo se mudó a Canadá con su esposa Pâmella para estudiar gastronomía, dejando de lado su carrera como actor.

## Filmografía

### Televisión
| Año       | Título                | Personaje                    | Notas                                             |
| --------- | --------------------- | ---------------------------- | ------------------------------------------------- |
| 2005-2006 | Floribella            | Augusto Fritzwalden (Guto)   |                                                   |
| 2007      | Paraíso Tropical      | Matheus Vilela Gouveia       |                                                   |
| 2008      | Belleza pura          | Felipe Cascudo               |                                                   |
| 2009      | TV Globinho           | Presentador                  |                                                   |
| 2010      | TiTiTi                | Osmar Sampaio                | Episodio: del 19 a 22 de julio                    |
| 2012      | Las brasileñas        | Bruno                        | Episodio: Maria do Brasil                         |
| 2013      | José de Egipto        | Benjamin                     |                                                   |
| 2013      | Pecado Mortal         | joven Getulio Amado          |                                                   |
| 2014      | Los Milagros de Jesús | Rafael                       | Episodio: La curación del sirviente del centurión |
| 2014      | Vitória               | Joaquim Pereira (Quim)       |                                                   |
| 2017      | Sem Volta             | Fernando Souza Nonato (Sapo) |                                                   |
| 2017      | El rico y Lázaro      | Rabe-Sáris Mayan             |                                                   |

### Cine
| Año  | Título                                               | Personaje    | Notas        |
| ---- | ---------------------------------------------------- | ------------ | ------------ |
| 2010 | Os Sonhos de um Sonhador: A História de Frank Aguiar | Frank Aguiar |              |
| 2010 | Flat Fun: Passos Errados                             | Adônis       | Cortometraje |